# 시로이역
시로이역(일본어: 白井駅, しろいえき)은 일본 지바현 시로이시에 있는 호쿠소 철도 호쿠소 선의 역이다. 역 번호는 HS10이다.

## 역 구조
섬식 승강장 1면 2선의 지상역에서 교상역사를 갖는다. 국도 제464호선에 끼는 형태로 건설되고 절토의 양쪽에서 뻗어 다리의 중앙 부분에 역사가 있다. 역 구내에는 엘리베이터와 에스컬레이터(상행)가 설치되어 있다. 개찰구 앞에는 매점도 설치되어 있다.
1979년 개업 당시에 자동 개찰기를 설치하였다.
2001년 10월 하순에 남북 연결하는 다리에 지붕을 개축하였다. 조명은 천장에서 시로이 시의 상징인 배를 모티브로 하여 원형 조명 등을 다수적인 스타일로 구성하였다.

### 타는 곳
| 1 | 호쿠소 선 | 신카마가야・히가시마쓰도・게이세이타카사고 방면 게이세이 선 아오토・오시아게 방면 ○ 도영 지하철 아사쿠사 선 아사쿠사・니혼바시・센가쿠지・니시마고메 방면 게이힌 급행 전철 시나가와・하네다 공항・요코하마・게이큐 구리하마・미사키구치 방면 |
| 2 | 호쿠소 선 | 지바뉴타운추오・인자이마키노하라・인바니혼이다이・나리타 공항 방면 |

## 역세권 정보
시로이 시의 중심에 위치하고 지바 뉴타운 쪽으로 침상도시화가 진행되고 있다. 역을 중심으로 한 계획적인 마을이 조성되어 역 주변은 아파트가 들어서고 근대적인 거리 풍경을 일고 있다.

### 기타구치
- 시로이 시청
- 시로이 시 문화센터
  - 시로이 시 도서관
  - 시로이 시 문화회관
  - 시로이 시 향토자료관
  - 천체투영관

### 미나미구치
- 마루에쓰 시로이 점
- 시로이 우체국
- 시로이 성인회 병원
- 미나미야마 공원
- 시로이키도 공원
- 지바 현립 시로이 고등학교
- 도쿄 북클럽 시로이 역점

## 역사
- 1979년 3월 9일: 영업 개시.
- 2010년 7월 17일: 역 번호 'HS 10'가 부여.

## 인접역
| 호쿠소 철도 호쿠소 선                              | 호쿠소 철도 호쿠소 선 | 호쿠소 철도 호쿠소 선            |
| -------------------------------------------------- | --------------------- | -------------------------------- |
| HS 09 니시시로이 니시마고메 · 하네다 국제공항 방면 | ● 특급 ● 급행 ● 보통  | HS 11 고무로 인바니혼이다이 방면 |

※ 나리타 스카이액세스(게이세이 전철 나리타 공항선)와 공용 구간이지만 당역에는 게이세이 전철이 운행하는 열차는 정차하지 않는다.
※ 호쿠소 선 특급은 평일 아침 상행, 저녁 하행만 운행하고, 호쿠소 선 급행은 평일 저녁 하행만을 운행한다.